# Tetrapedia amplitarsis
Tetrapedia amplitarsis är en biart som beskrevs av Heinrich Friese 1899. Tetrapedia amplitarsis ingår i släktet Tetrapedia och familjen långtungebin. Inga underarter finns listade i Catalogue of Life.